# Sandrine Levet
Sandrine Levet (ur. 22 lipca 1982 w departamencie Górna Sabaudia) – francuska wspinaczka sportowa. Specjalizowała się w boulderingu oraz w prowadzeniu. Mistrzyni świata we wspinaczce sportowej w boulderingu. Mistrzyni Europy we wspinaczce sportowej w konkurencji boulderingu z 2002 roku.

## Kariera
W 2001 na mistrzostwach świata we wspinaczce sportowej w Winterthur zdobyła srebrny medal, a na kolejnych mistrzostwach w 2003 we francuskim Chamonix-Mont-Blanc wywalczyła złoty medal w konkurencji boulderingu, a w prowadzeniu brązowy.
W Chamonix w 2002 została mistrzynią Europy we wspinaczce sportowej w konkurencji boulderingu, a w prowadzeniu wywalczyła brązowy medal. W 2006 w Jekaterynburgu w boulderingu zdobyła srebrny medal.
Wielokrotna uczestniczka, medalistka prestiżowych zawodów wspinaczkowych Rock Master  we włoskim Arco, gdzie zdobyła ogółem 5 medali; w tym 2 złotych, 2 srebrne i 1 brązowy.

## Osiągnięcia

### Mistrzostwa świata
| Konkurencje | 1999 | 2001 | 2003 | 2005 | 2007 |
| Bouldering  | —    | 2    | 1    | 16   | 8-12 |
| Prowadzenie | 9    | —    | 3    | 6    | 9    |

### Mistrzostwa Europy
| Konkurencje | 2000 | 2002 | 2006 | 2008 |
| Bouldering  | —    | 1    | —    | 6    |
| Prowadzenie | 7    | 3    | 2    | —    |

### Rock Master
| Konkurencje | 2002 | 2003 | 2004 | 2005 | 2006 | 2007 |
| Prowadzenie | 1    | 3    | 2    | 2    | 1    | 6    |